# Cinderella (Deutscher)
Pour les articles homonymes, voir Cinderella.
Cinderella (Cendrillon) est un opéra d'Alma Deutscher créé le 29 décembre 2016 à Vienne et maintes fois remanié depuis.

## Accueil critique
À la suite de la représentation, fin décembre 2017, de la version complète de Cinderella à l'opéra de San José en Californie, Ilana Walder-Biesanz loue les qualités mélodiques de l'œuvre et observe que Deutscher sait varier la musique en fonction des personnages et des ambiances. Les mélodies de Deutscher sont jugées simples, accrocheuses et parfois obsédantes. La partition semble néanmoins faire un usage trop généreux de la répétition, alors que les thèmes ne sont pas toujours assez développés. La critique ajoute enfin que des coupes et un meilleur livret seraient bénéfiques à cet opéra.